# Eduard Belcredi
Eduard hrabě Belcredi (17. červenec 1786 Jimramov – 5. září 1838 Karlovy Vary) byl moravský šlechtic pocházející z původně italského rodu Belcrediů.

## Život
Eduard Belcredi se narodil v 17. července 1786 v Jimramově jako nejmladší syn Antonína Belcrediho a jeho ženy Marie Theodory z Freyenfelsu, ale jako jediný se dožil dospělosti.
Většinu aktivního života působil v armádě, zúčastnil se i napoleonských válek. Nebyl však příliš úspěšným hospodářem.
Dne 23. ledna 1811 se ve Vídni oženil s hraběnkou Marií z Fünfkirchenu (1790–1860), s níž měl 5 dětí - 2 dcery a 3 syny. Nejvýznamnějšími pravděpodobně byli Richard Belcredi a Egbert Belcredi.
Hrabě Eduard Belcredi zemřel 5. září 1838 v Karlových Varech.

## Majetek
- zámky - Jimramov, Líšeň
- obce - Tvarožná, Velatice